# Lissodendoryx innomata
Lissodendoryx innomata är en svampdjursart som beskrevs av Burton 1929. Lissodendoryx innomata ingår i släktet Lissodendoryx och familjen Coelosphaeridae. Inga underarter finns listade i Catalogue of Life.